# یورکیشکی
یورکیشکی (به لاتین: Jurkiszki) یک روستا در لهستان است که در گمینا گووداپ واقع شده‌است. یورکیشکی ۱۲۰ نفر جمعیت دارد.